# Stylolophus
Stylolophus minor — викопний рід ссавців вимерлого ряду ембрітопод (Embrithopoda), що існував в еоцені, 55 млн років тому. Найдавніший відомий представник ряду. Ембрітоподи є родичами сучасних слонів та дюгоней.

## Скам'янілості
Описаний по скам'янілих рештках правої нижньої щелепи з зубами. Рештки знайдені у відкладеннях фосфатного басейну Улед-Абдун в Марокко за 70 км на південь від Касабланки.

## Опис
Найменший відомий представник ряду. За оцінками, тварина сягала розмірів сучасної вівці. Важила 20-30 кг.

## Систематика
Ряд Ембрітоподи складається з двох родин: Arsinoitheriidae були поширені в еоцені в Африці, а Palaeoamasiidae відомі з цього ж періоду в Європі та Туреччині. Stylolophus вважається базальним видом ембрітоподом та не віднесений до жодної з родин.